# Alexei Nikolajewitsch Silajew
Alexei Nikolajewitsch Silajew (russisch Алексей Николаевич Силаев; * 4. Januar 1984 in Gorki) ist ein russischer Skispringer.

## Werdegang
Sein erstes internationales Springen bestritt Silajew am 28. Dezember 2001 in Engelberg im Rahmen des Skisprung-Continental-Cup. Am 26. Januar 2001 erreichte er bei der Junioren-Weltmeisterschaft in Schonach den 13. Platz auf der Normalschanze. Die restlichen Springen der Continental-Cup-Saison 2000/01 waren für Silajew nur minder erfolgreich. So konnte er nur zwei Mal in die Punkteränge springen. Bei der Nordischen Skiweltmeisterschaft 2003 in Val di Fiemme konnte er auf der Normalschanze und der Großschanze den 41. Platz erreichen. Zur Weltcup-Saison 2003/04 wurde er in den A-Nationalkader aufgenommen. Dieser Einteilung wurde er bei den russischen Sommer-Meisterschaften 2003 in Nischni Nowgorod gerecht, als er hinter Denis Kornilow und Dmitri Wassiljew Bronze im Einzel gewann.
Bereits in seinem ersten Weltcup-Springen am 29. November 2003 im finnischen Kuusamo konnte er mit dem 12. Platz ein bemerkenswertes Ergebnis sowie seine ersten Weltcup-Punkte erreichen. Der 12. Platz war aber zudem auch seine höchste Einzelplatzierung im Weltcup in seiner bisherigen Karriere. Er konnte meist im Weltcup nicht in den 2. Durchgang springen und wurde deshalb nach nur einer Saison wieder in das Continental-Cup-Team versetzt. Bei der Skiflug-Weltmeisterschaft 2004 in Planica wurde er im Einzelfliegen 37. und im Teamspringen gemeinsam mit Dmitri Ipatow, Denis Kornilow und Dmitri Wassiljew Siebenter. Seit Dezember 2004 startet Silajew ausschließlich im Continental Cup, mit Ausnahme des Weltcup-Springens in Willingen, wo er im Einzelspringen 49. Platz und mit dem Team den 10. Platz erreichen konnte.
2008 beendete Silajew seine aktive Skisprungkarriere.

## Statistik

### Weltcup-Platzierungen
| Saison  | Platz | Punkte |
| ------- | ----- | ------ |
| 2003/04 | 055.  | 22     |

### Continental-Cup-Platzierungen
| Saison  | Platz | Punkte |
| ------- | ----- | ------ |
| 2001/02 | 263.  | 03     |
| 2002/03 | 192.  | 18     |
| 2005/06 | 134.  | 22     |
| 2007/08 | 157.  | 06     |